# أمين مكتبة الكونغرس
أمين مكتبة الكونجرس Librarian of Congress هو رئيس مكتبة الكونغرس المعين من قبل رئيس الولايات المتحدة بمشورة وموافقة مجلس الشيوخ الأمريكي  لمدة عشر سنوات. بالإضافة إلى الإشراف على المكتبة، يقوم أمين مكتبة الكونغرس بتعيين الشاعر الأمريكي الحائز على جائزة غيرشوين للأغنية الشعبية. يقوم أمين مكتبة الكونجرس أيضًا بتعيين والإشراف على سجل حقوق التأليف والنشر لمكتب حقوق الطبع والنشر الأمريكي ولديه مسؤوليات واسعة حول حقوق النشر، تمتد إلى الموارد الإلكترونية وأحكام الاستخدام العادل الموضحة في قانون حقوق النشر الرقمية للألفية.
يقوم أمين مكتبة الكونغرس بتحديد ما إذا كانت بعض من أعمال معينة تخضع لقوانين الألفية الجديدة لحقوق طبع ونشر المواد الرقمية فيما يتعلق بحماية الوصول التكنولوجي. في 13 يوليو 2016 أكد مجلس الشيوخ الأمريكي أن كارلا هايدن أمينة مكتبة بأغلبية 74 صوتًا مقابل 18 صوتًا  وأدت اليمين في 14 سبتمبر 2016.
يتطلب هذا المنصب مجموعة متعددة من المهارات والخبرات، تشمل الفهم العميق للتكنولوجيا الحديثة، والقدرة على إدارة الميزانيات الكبيرة، والمهارات القيادية الفعّالة. يعمل أمين المكتبة كحلقة وصل بين الكونغرس والجمهور، حيث يسعى لتلبية احتياجات الباحثين وصناع السياسات والمواطنين العاديين. كما يتطلب الاستيعاب متعدد الابعاد لما تضمه المكتبة، حيث تُعَدُّ المكتبة حاضنةً للتنوع الثقافي والفكري، لتضمنها مجموعة ضخمة ومتنوعة من الكتب والمخطوطات والمصادر الأخرى من جميع أنحاء العالم.
فقد كان لأمين مكتبة الكونغرس اينسورث راند سبوفورد دور فعال في إصدار قانون حقوق الطبع والنشر عام 1870، وهو القانون الذي يفرض على كل المتقدمين لحقوق الطبع والنشر إرسال نسختين من أعمالهم للمكتبة، مما أكسبها تدفق سيل كبير من المصادر.

## بداية المنصب
في 24 أبريل 1800 أقر الكونغرس السادس للولايات المتحدة [الإنجليزية] مشروع قانون مخصصات وقعه الرئيس جون آدامز والذي أنشأ مكتبة الكونغرس.  كان هذا القانون ليخدم «حكمًا إضافيًا لعزل حكومة الولايات المتحدة وإيوائها». أنشأ القسم الخامس من القانون على وجه التحديد مكتبة الكونغرس وحدد بعض صلاحياتها المبكرة. نص القانون على «اقتناء كتب لاستخدامها في الكونغرس، ومكان مناسب في مبنى الكابيتول لإيوائهم، ولجنة مشتركة لوضع قواعد لاختيارهم، واقتنائهم، وتداولهم»، فضلاً عن تخصيص مبلغ 5000 دولار أمريكي لمكتبة جديدة.
بعد عامين من إنشاء المكتبة عام 1802، وافق الرئيس توماس جيفرسون على قانون في الكونغرس أنشأ مكتب أمين المكتبة ومنح الرئيس سلطة تعيين صاحب منصب المكتب الجديد. بعد ذلك بوقت قصير، عين جيفرسون مدير حملته السابقة جون بيكلي ليكون أول أمين مكتبة في الكونغرس. كان يتقاضى 2 دولار في اليوم وكان مطلوبًا أيضًا أن يعمل كاتبًا في مجلس النواب. لم يتم منح الكونغرس سلطة تأكيد مرشح الرئيس حتى عام 1897. أعطى هذا القانون نفسه لأمين المكتبة السلطة الوحيدة لوضع قواعد المؤسسة وتعيين موظفي المكتبة.
حتى تعيين هربرت بوتنام في عام 1899 في عهد الرئيس ويليام ماكينلي، كان جميع أمناء المكتبات السابقين يفتقرون إلى أي خبرة سابقة في إدارة مهنة المكتبات؛ لكنهم شغلوا دور مهم في الصحافة والقانون والكتابة والنشر والسياسة. وحتى يومنا هذا عمل ثلاثة أمناء مكتبات فقط - أربعة منهم أمين المكتبة بالوكالة ديفيد س.ماو في عام 2015 - في مجال المكتبات، على الرغم من عدة حالات معارضة من جمعية المكتبات الأمريكية.

## التعيين ومدة المنصب والراتب
منذ تأسيسها وحتى عام 2015، لم يكن منصب أمين المكتبة خاضعًا لحدود المدة ويسمح لشاغلي الوظائف بالحفاظ على موعد مدى الحياة بمجرد تأكيده. خدم معظم أمناء مكتبات الكونجرس حتى الموت أو التقاعد. على مدار تاريخ المنصب ولدة أكثر من قرنين من 1802 إلى 2015 تم تعيين 13 أمين مكتبة في الكونغرس، وتتمتع المكتبة «باستمرارية الأجواء والسياسات التي تعتبر نادرة في المؤسسات الوطنية». عام 2015 أقر الكونجرس «قانون تحديث خلافة أمين مكتبة الكونجرس لعام 2015» ووقع الرئيس باراك أوباما عليه،  والذي وضع حدًا لمدة 10 سنوات للمنصب مع خيار إعادة التعيين. كان ينظر إلى التشريع على أنه نقد لعدم رغبة أمين المكتبة جيمس هـ. بيلنجتون في تعيين مسؤول معلومات رئيسي دائم لإدارة وتحديث تكنولوجيا المعلومات بالمكتبة بشكل فعال.
وفقًا للمادة 136-1 من القسم 2 من USC، يتم تعيين أمين مكتبة الكونجرس في المنصب من خلال ترشيح من الرئيس ومشورة وموافقة مجلس الشيوخ. قد يخدم أمين المكتبة بعد ذلك لمدة 10 سنوات ويعاد تعيينه في المنصب بنفس الإجراء. يتم تعويض أمين مكتبة الكونغرس عن خدماته / خدماتها بما يعادل الأجر المحدد في المستوى الثاني من الجدول التنفيذي.

## السلطة والواجبات

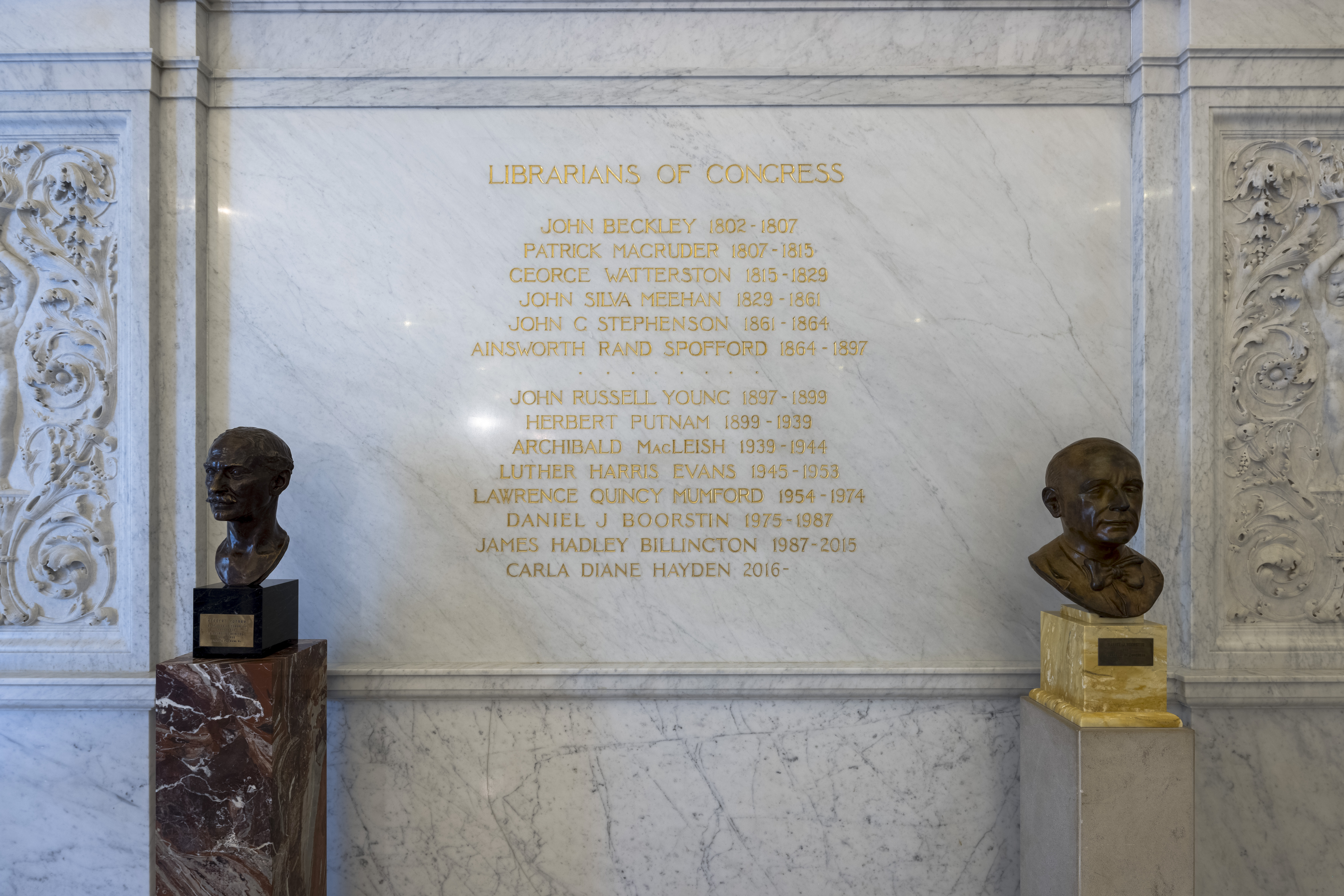
قائمة أمناء مكتبة الكونغرس في مبنى توماس جيفرسون في مكتبة الكونغرس في واشنطن، من الامين الاول حتى الثالث عشر جيمس بيلينغتون

لا توجد قوانين أو لوائح تحدد مؤهلات صاحب المنصب. شغل منصب أمين مكتبة الكونغرس من قبل مرشحين من خلفيات واهتمامات ومواهب مختلفة، عبر تاريخها. السياسيون ورجال الأعمال والمؤلفون والشعراء والمحامون وأمناء المكتبات المحترفون عملوا كأمين مكتبة في الكونغرس. ومع ذلك، وفي أوقات مختلفة كانت هناك مقترحات لمتطلبات الوظيفة. عام 1945 كتب كارل فيتز، رئيس جمعية المكتبات الأمريكية آنذاك، رسالة إلى رئيس الولايات المتحدة بخصوص منصب أمين مكتبة الكونجرس، الذي أصبح شاغرًا مؤخرًا. شعر فيتز أنه من الضروري التوصية بأمناء مكتبات محتملين. صرح فيتز بأن الموقف «يتطلب مديرًا على أعلى مستوى، وقائدًا يشبه رجل دولة في عالم المعرفة، وخبيرًا في جمع مواد المنح الدراسية وتنظيمها للاستخدام - باختصار، أمين مكتبة متميز».
عام 1989قدم ميجر أوينز عضو الكونغرس عن ولاية نيويورك مشروع قانون لوضع متطلبات أكثر صرامة لمن يمكن تعيينه. وقال إن أمناء المكتبات المعينين بحاجة إلى تدريب متخصص… لكن لم يصبح مشروع القانون قانونًا.

## قائمة أمناء مكتبة الكونغرس
بلغ عدد ابناء امناء مكتبة الكونغرس 14 امين مكتبة.
| #  | الاسم                   | الاسم                 | في المنصب   | المدة   | التعيين في عهد الرئيس | المصدر |
| -- | ----------------------- | --------------------- | ----------- | ------- | --------------------- | ------ |
| 1  |                         | جون بيكلي             | 1802–1807   | 5 سنوات | توماس جفرسون          | [ 25 ] |
| 2  | Patrick Magruder        | باتريك ماجرودر        | 1807–1815   | 8 سنوات | توماس جفرسون          | [ 26 ] |
| 3  | George Watterston       | جورج واترستون         | 1815–1829   | 14 سنة  | جيمس ماديسون          | [ 27 ] |
| 4  | John Silva Meehan       | جون غولد ميهان        | 1829–1861   | 32 سنة  | أندرو جاكسون          | [ 28 ] |
| 5  | John Gould Stephenson   | جون قاولد ستيفنسون    | 1861–1864   | 3 سنوات | أبراهام لينكون        | [ 29 ] |
| 6  | Ainsworth Rand Spofford | اينسورث راند سبوفورد  | 1864–1897   | 33 سنة  | أبراهام لينكون        | [ 30 ] |
| 7  | John Russell Young      | جون راسيل يونغ        | 1897–1899   | 2 سنتين | ويليام ماكينلي        | [ 31 ] |
| 8  |                         | جورج هربرت بوتنام     | 1899–1939   | 40 سنة  | ويليام ماكينلي        |        |
| 9  | Archibald MacLeish      | أرشبيلد ماكليش        | 1939–1944   | 5 سنوات | فرانكلين روزفلت       |        |
| 10 | Luther H. Evans         | لوثر هـ. إيفانز       | 1945–1953   | 8 سنوات | هاري ترومان           |        |
| 11 | Lawrence Quincy Mumford | لورانس كوينسي مومفورد | 1954–1974   | 20 سنة  | دوايت أيزنهاور        |        |
| 12 | Daniel J. Boorstin      | دانيال بورستين        | 1975–1987   | 12 سنة  | جيرالد فورد           |        |
| 13 | James H. Billington     | جيمس بيلينغتون        | 1987–2015   | 28 سنة  | رونالد ريغان          |        |
| A  | David S. Mao            | ديفيد اس ماو (مؤقت)   | 2015–2016   | 1       | باراك أوباما          |        |
| 14 | Carla Hayden            | كارلا هايدن           | 2016 - الان |         | باراك أوباما          |        |

## أنظر أيضا
- أمين المكتبة البرلماني في كندا
- جمعية المكتبات الأمريكية
- قائمة رؤساء جمعية المكتبات الأمريكية [الإنجليزية]
- يوسف برودسكي
- ملك شعراء الولايات المتحدة
- الجمعية الأمريكية للفلسفة
- الجمعية التاريخية الأمريكية

## الملاحظات
1. ↑  تأسست مكتبة الكونغرس في 24 أبريل 1800

## روابط خارجية
- الموقع لرسمي لامناء مكتبة الكونغرس